# Žižický rybník
Žižický rybník je vodní plocha ležící severovýchodně od obce Žižice v okrese Kladno. Má nepravidelný tvar, který by se dal přirovnat k obdélníku, dlouhé strany jsou orientovány od severu k jihu s mírným nakloněním z východu na západ. Rybník je napájen od jihu bezejmenným pravostranným přítokem Červeného potoka. Odtéká tímtéž potokem, který se záhy do Červeného potoka vlévá na severu. Hráz je orientována ze severozápadu na jihovýchod. Na hráz vede cesta. Na březích se nacházejí stromy a různé stavby, v okolí pak převážně zemědělská půda. Rybník vznikl po roce 1880. Jedná se o rybník chovný, na kterém je umožněno sportovní rybaření za úplatu.

## Galerie

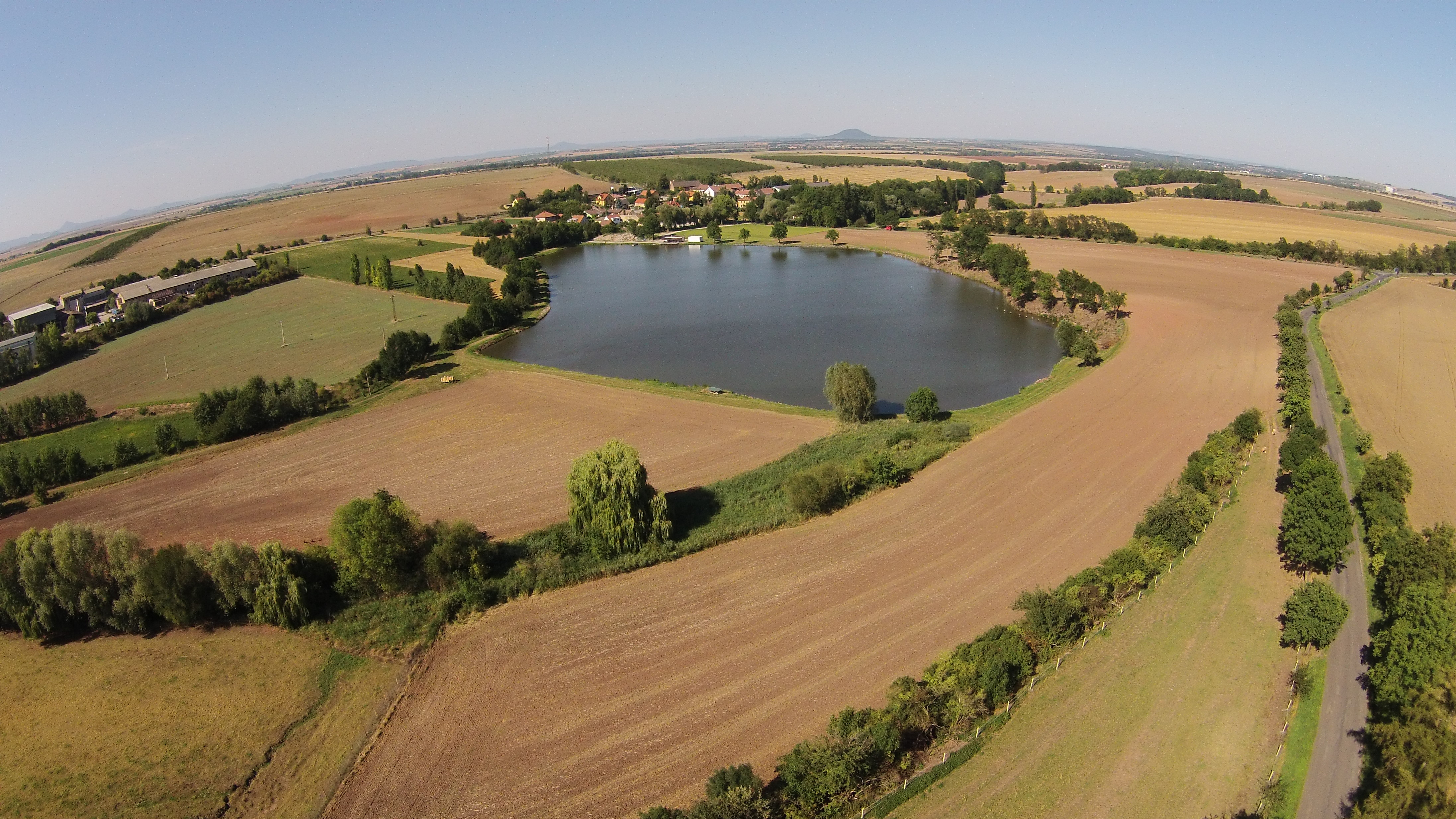
Zdáli z ptačího pohledu
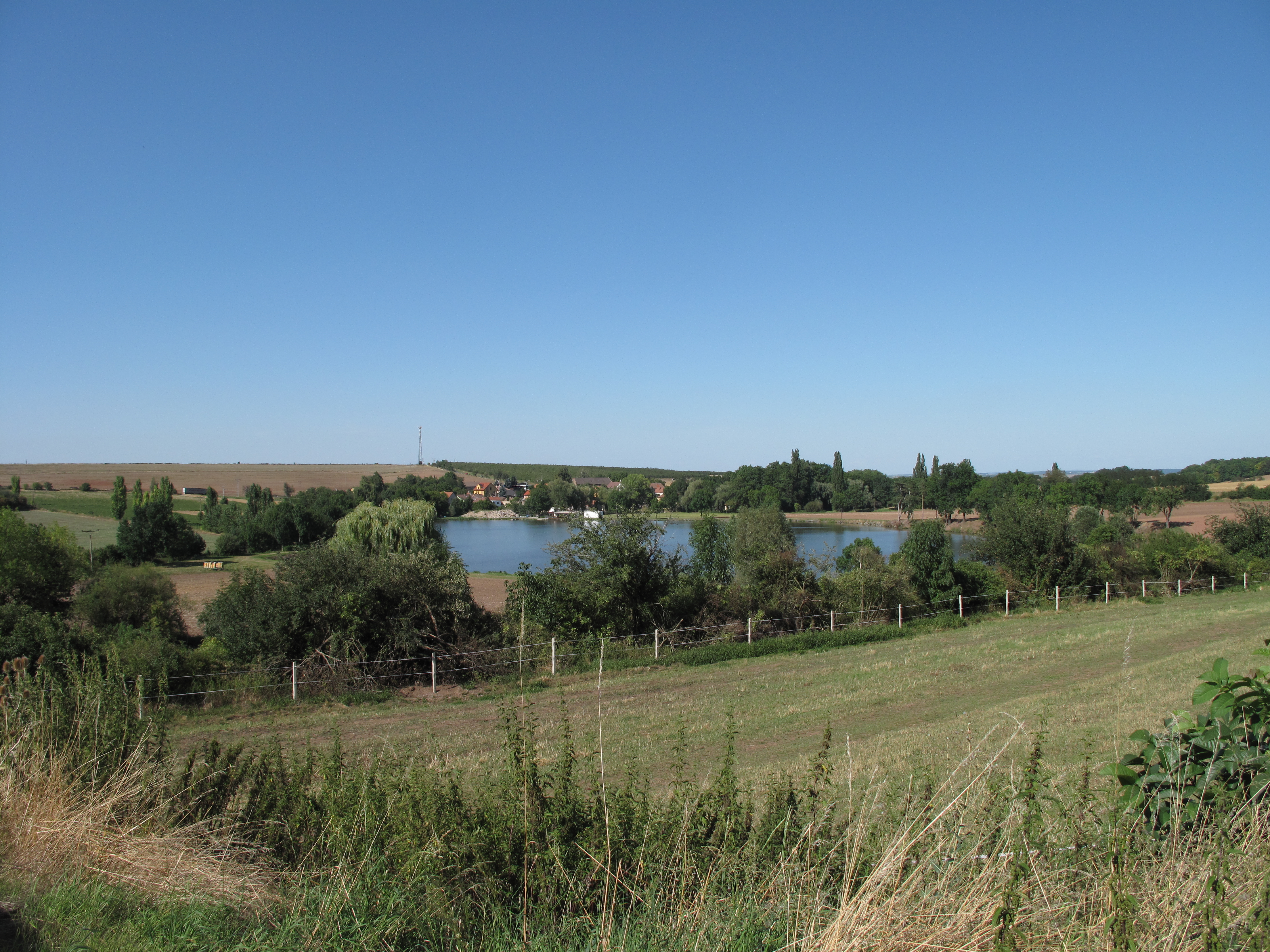
Zdáli od silnice
- Obletové video